# Morti nel 1147
| Questa pagina contiene informazioni ricavate automaticamente dalle voci biografiche con l'ausilio del template Bio e di un bot. L'aggiornamento è periodico e automatico e ricostruisce completamente la pagina. Se manca una persona in questa lista, sei pregato di non aggiungerla, ma accertati piuttosto che la sua voce biografica contenga il template Bio e che i dati anagrafici siano correttamente compilati. Se il template Bio manca, inseriscilo tu stesso o, in alternativa, metti l'avviso {{tmp\|Bio}} che ne segnala la mancanza. Se i dati riportati sono sbagliati, correggi direttamente la voce biografica; le modifiche saranno visibili in questa lista entro pochi giorni. Per chiarimenti vedi il progetto biografie. La lista contiene solo le 16 persone che sono citate nell'enciclopedia e per le quali è stato implementato correttamente il template Bio. Pagina aggiornata al 19 ott 2024. |

- 13 gennaio - Robert de Craon, militare francese
- 20 febbraio - Arnoldo I di Kleve, conte
- 6 aprile - Federico II di Svevia, duca (n. 1090)
- 31 ottobre - Robert di Gloucester, militare normanno
- 25 novembre - Abdisho III bar Muqli, vescovo cristiano orientale siro
- 25 dicembre - Guido II di Ponthieu, nobile francese
- Eleonora di Blois, contessa (n. 1104)
- Ermanno di Tournai, religioso belga
- Ibn Bassam, poeta e storico arabo (n. 1058)
- Ibrahim ibn Tashfin, sultano
- Ishaq ibn Ali, sultano
- Kabul Khan, condottiero mongolo
- Maurizio di Catania, vescovo cattolico italiano (n. 1080)
- Comita II d'Arborea, sovrano
- Aimone I di Challant, nobile italiano
- William fitz Duncan, nobile scozzese